# Alejandro Sinibaldi

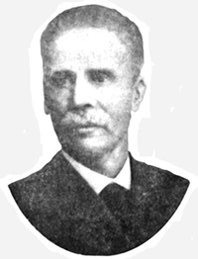
Alejandro Sinibaldi

Alejandro M. Sinibaldi (* 1825; † 1896) war vom 2. April bis 6. April 1885 Präsident von Guatemala.
Er war ein guatemaltekischer Geschäftsmann italienischer Abstammung und gehörte der oberen Mittelschicht an. Der Sohn von Máxima Castro Galvez und Marquis Alejandro de Sinibaldi y Albora wurde in Guatemala eingebürgert und war zweimal Stadtrat in der Hauptstadt Guatemalas.
Der ehemalige Kaufmann war zunächst Stellvertreter seines Vorgängers, General Justo Rufino Barrios Auyón. Nach dessen Tod in der Schlacht von Chalchuapa am 2. April 1885 wurde er vom Ministerrat zum provisorischen Präsidenten der Republik ernannt.
In einer äußerst knappen Botschaft informierte er die Bürger über den Tod von General Barrios und bat um die Unterstützung aller für seine Interimspräsidentschaft; kurz darauf erließ er ein zweites Dekret, in dem er es dem Kriegsminister, General Juan Martín Barrundia, überließ, so zu handeln, wie es den Interessen des Landes am besten entsprach, angesichts der Welle von Leidenschaften, die nach der Nachricht von Barrios’ Tod entfesselt wurde.
Nachdem jedoch General Manuel Lisandro Barillas Bercián Anspruch auf das Amt erhob, reichte er am 5. April seinen Rücktritt ein und übergab am 6. April diesem die Amtsgeschäfte.